# خوش‌شانس‌ها (فیلم)
خوش‌شانس‌ها (به انگلیسی: The Lucky Ones) فیلمی در ژانر کمدی-درام و محصول سال ۲۰۰۸ ایالات متحده و به کارگردانی نیل برگر است. در این فیلم بازیگرانی همچون تیم رابینز، ریچل مک‌آدامز، مایکل پنیا، مالی هاگن، مارک ال یونگ، اسپنسر گرت، آردن میرین، جان هرد، کاترین لاناسا، جان دیهل و آنی کورلی ایفای نقش کرده‌اند.

## چکیده داستان
فرد، کول و تی کی، سه سرباز آمریکایی، در مرخصی و زخمی در نبرد، پس از جنگ در عراق، با هواپیما به خانه برمی گردند. متاسفانه یک خرابی در فرودگاه باعث می شود که آنها با اجاره یک ماشین با هم سفر کنند، مجبور به تحمل یکدیگر شوند و سپس با دوستی که به زودی آنها را به هم پیوند می دهد، مشکلات بین راه پشت سر بگذارند.

## بازیگران
- ریچل مک آدامز: به نقش سرباز درجه یک کول دان، ایالات متحده آمریکا
- تیم رابینز: به نقشن گروهبان فرد چیور، ایالات متحده آمریکا
- مایکل پنیا: به نقش گروهبان تی . کی. پول، ایالات متحده آمریکا
- مولی هاگان: به نقش پت چیور
- مارک ال یانگ: به نقش اسکات چیور
- اسپنسر گرت : به نقش کشیش جری نولان
- هاوارد پلات: به نقش استن تیلسون
- آردن میرین: به نقش باربارا تیلسون
- جان هیرد: به نقش باب
- جنیفر جوآن تیلور: به نقش همسر باب
- کاترین لاناسا: به نقش جانت
- اسکات جاک: به نقش صاحب فروشگاه گیتار
- جان دیهل: در نقش تام کلینگر
- آنی کورلی: به نقش جینی کلینگر